# Craig MacLean
Craig MacLean MBE (nascido em 31 de julho de 1971) é um ex-ciclista escocês, especialista nas provas de pista, especialmente em velocidade. Vencedor de uma medalha de prata nos Jogos Olímpicos de Sydney 2000 para a equipe britânica, ele também ganhou várias medalhas no campeonato mundial em pista, organizada pela União Ciclística Internacional (UCI).
Além disso, ao ganhar uma medalha de ouro como atleta-guia do ciclista paralímpico Anthony Kappes no sprint duplo nos Jogos Paralímpicos de Verão de 2012, MacLean se tornou a segunda pessoa a medalhar tanto nos Jogos Olímpicos quanto nos Paralímpicos.